# Instituto de Tecnologia de Kyushu
O Instituto de Tecnologia de Kyushu é uma das 87 universidades públicas do Japão. Localizada em Fukuoka, a instituição é focada na educação e pesquisa das áreas de ciências e tecnologia.
O fundador foi Matsumoro Kenjiro, segundo filho do empresário Yasukawa Keiichiro. O centenário de abertura do campus de Tobata é comemorado desde 2009, na data de 28 de maio. O pesquisador Ted Fujita é um dos ex-alunos mais conhecidos da universidade, tendo graduado no ano de 1943 e associado até o ano de 1953, até sua ida para a Universidade de Chicago.

## História

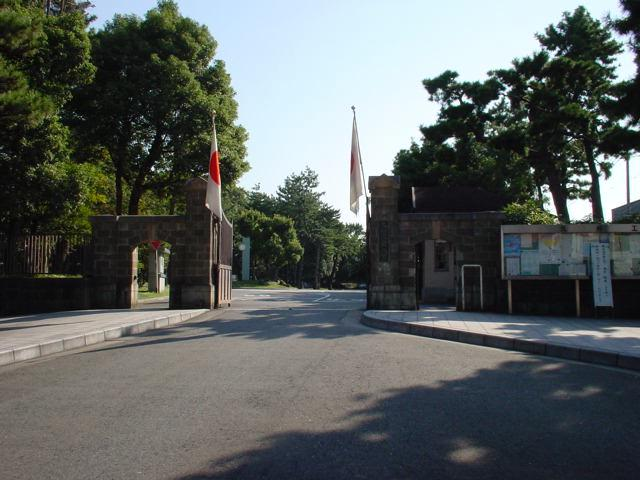
Entrada do campus de Tobata

A universidade recebeu permissão do governo japonês para ser fundada em 1907, classificada como uma universidade privada de treinamento de engenheiros, no final do governo do imperador Meiji. O primeiro campus abriu suas portas na cidade de Tobata, em 1909. O Instituto de Tecnologia de Kyushu tornou-se uma universidade pública do Japão em 31 de maio de 1949 e, desde 1 de abril de 2004, foi incorporada uma corporação universitária pública em acordo com as leis universitárias públicas do país.
Apesar da incorporação de teor público à universidade e o surgimento de autonomia financeira, a instituição ainda é controlada em diversos aspectos pelo Ministério da Educação.

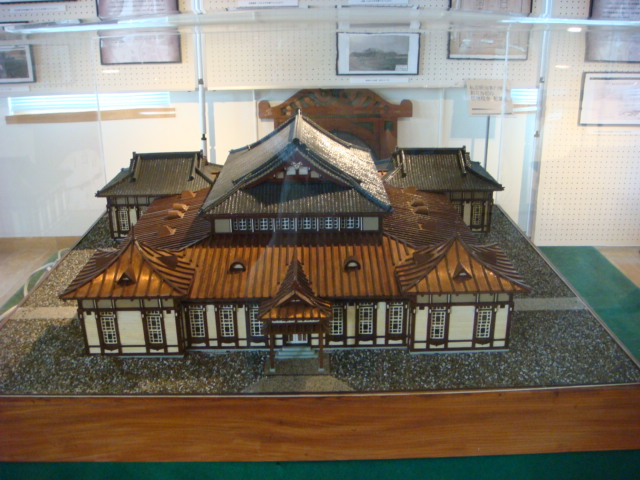
Modelo do campus de Tobata, em arquivos da universidade

O primeiro edifício escolar da universidade foi projetado por Tatsuno Kingo e construído inteiramente de madeira. No ano de 1995, o laboratório Satellite Venture Business Laboratory, focado nos assuntos a respeito da disciplina de engenharia, foi aberto no campus de Tobata.

## Missão
O primeiro presidente da universidade, Yamakawa Kenjiro, que estudou na Universidade de Yale, declarou que o objetivo da instituição era produzir cavalheiros habilidosos em tecnologia. Atualmente, a instituição amplia a sua missão, aplicando-a aos homens e às mulheres.

## Campi
A instituição universitária tem acordos com outras universidades internacionais, como a Universidade de Surrey, no Reino Unido, a Universidade de Old Dominion, nos Estados Unidos e a Universidade do Texas em El Paso. O Instituto de Tecnologia de Kyushu possui três campus localizados em Kitakyushu e Iizuka, dentro de Fukuoka.

### Campus de Tobata
Este campus centraliza o bacharelado e a pós-graduação de engenharia. Inaugurado em 1909 e classificado como o campus mais antigo da universidade, foi desenhado por Tatsuno Kingo e possui três departamentos, sendo eles o de mineração, metalurgia e engenharia mecânica.

### Campus de Iizuka
Estabelecido em 1986, este campus centraliza o bacharelado e a pós-graduação da faculdade de ciência da computação e engenharia de sistemas.

### Campus de Wakamatsu
Em abril de 2001, foi estabelecido o campus de Wakamatsu, focado no bacharelado e na pós-graduação do curso de ciências da vida e engenharia de sistemas.